# Dipolydora elegantissima
Dipolydora elegantissima är en ringmaskart som först beskrevs av Blake och Woodwick 1972.  Dipolydora elegantissima ingår i släktet Dipolydora och familjen Spionidae. Inga underarter finns listade i Catalogue of Life.